# قلندرمحله
قلندرمحله، روستایی است از توابع بخش مرکزی شهرستان گرگان در استان گلستان ایران.

## جمعیت
این روستا در دهستان روشن آباد قرار داشته و براساس سرشماری سال ۱۳۸۵جمعیت آن ۶۲۲ نفر (۱۶۴ خانوار) بوده‌است.